# Leon Biliński
Leon Biliński (Leo, Lav, Lew) (ur. 15 czerwca 1846 w Zaleszczykach, zm. 15 czerwca 1923 w Wiedniu) – polski polityk, ekonomista, profesor i rektor Uniwersytetu Lwowskiego, dr honoris causa prawa Uniwersytetu Jagiellońskiego z 1900, minister skarbu Austro-Węgier i Polski.

## Życiorys
Był synem ziemianina Wiktora z Bilińskich herbu Sas przydomku Mielesiewicz Wołczak i baronówny Malwiny Brunickiej. Uczęszczał do szkoły ludowej w Wieniawce, później w Trembowli, następnie do gimnazjów w Buczaczu, Stanisławowie i Tarnopolu. W latach 1863–1867 studiował prawo na Uniwersytecie Franciszkańskim we Lwowie; w 1867 został doktorem praw, a rok później docentem ekonomii społecznej na tej uczelni. Od 1871 był profesorem nadzwyczajnym i kierownikiem Katedry Ekonomii Społecznej, od 1877 profesorem zwyczajnym. Trzykrotnie pełnił funkcję dziekana Wydziału Prawa Uniwersytetu Lwowskiego (1876–1877, 1882–1883, 1886–1887), w roku akademickim 1879–1880 był prorektorem, a 1878–1879 rektorem. Wykłady na uczelni prowadził do 1892.
Wspierał ekonomiczną emancypację kobiet i ich dostęp do edukacji wyższej. Jego akademickie i feministyczne starania poskutkowały – w 1897 pierwsze kobiety ukończyły Uniwersytet Lwowski.
Członek i działacz Galicyjskiego Towarzystwa Gospodarskiego, członek jego Komitetu (18 czerwca 1875 – 24 czerwca 1878, 12 czerwca 1880 – 28 czerwca 1884).
W latach 1867–1871 był członkiem Namiestnictwa i Rady Szkolnej we Lwowie, a 1880–1882 członkiem Rady miasta Lwowa. W 1882 r. współzałożył i współprzewodniczył Kołu Politycznemu we Lwowie. Od 1883 r. sprawował mandat poselski do Reichsratu (Rady Państwa) Przedlitawii w Wiedniu, był wiceprezesem (1897–1900) i prezesem (1911–1912, 1915–1918) Koła Polskiego w Radzie Państwa. Był orędownikiem pojednania Polaków i Ukraińców. Biliński przygotował nawet projekt ugody, lecz strona ukraińską ją odrzuciła. W latach 1916–1920 stał na czele Naczelnego Komitetu Narodowego. Reprezentował postawę patriotyczną, działając m.in. na rzecz repolonizacji Uniwersytetu Lwowskiego, ale był zarazem zwolennikiem cesarza Franciszka Józefa i pełnił szereg funkcji w administracji austro-węgierskiej. W latach 1893–1895 był prezydentem C.K. Austriackich Kolei Państwowych (Kaiserlich-königliche österreichische Staatsbahnen), 1895–1897 ministrem skarbu Austrii (zreformował podatki bezpośrednie), 1900–1909 gubernatorem Banku Austriacko-Węgierskiego (Österreichisch-Ungarische Bank), 1909–1910 ponownie ministrem skarbu Austrii, 1912–1915 wspólnym ministrem skarbu Austro-Węgier i namiestnikiem cywilnym Bośni i Hercegowiny. Obarczany pośrednią odpowiedzialnością za śmierć arcyksięcia Ferdynanda (w chwili zamachu przebywał w Wiedniu), ponieważ zlekceważył sygnały o planowanym zamachu na następcę tronu.

### Wielka Wojna
Po odejściu z rządu, w latach 1915–1917 ponownie kierował Kołem Polskim w Radzie Państwa. Z kolei po wybuchu wojny jeszcze jako minister skarbu stał się jednym z inicjatorów powstania Naczelnego Komitetu Narodowego i Legionów Polskich. Później konsekwentnie reprezentował w Kole Polskim orientację proaustriacką, chociaż z czasem stał się orędownikiem wyłączenia z Cesarstwa Galicji.

### II Rzeczpospolita
Po odzyskaniu przez Polskę niepodległości, został trzecim ministrem skarbu w rządzie premiera Paderewskiego (31 lipca 1919). Jako szef resortu za swój podstawowy cel uznał „wprowadzenie ładu w skarbie polskim”. Opracował tzw. dekalog, czyli zbiór zasad, które miały uporządkować gospodarkę skarbową państwa, a równocześnie ograniczyć wcześniejszą dowolność w działalności ministrów. Zgodnie z tym planem gospodarka budżetowa państwa miała się od tej pory znajdować kuratelą ministra skarbu. Każdy budżet, ułożony i zatwierdzony przez Radę Ministrów, winien być przestrzegany, jeszcze zanim stał się mocą decyzji sejmu aktem prawnym rangi ustawy. Zmiany w skierowanym do parlamentu projekcie ustawy budżetowej wymagały uprzedniego zezwolenia ministra skarbu. Budżet każdego z ministerstw musiał być konsultowany z Bilińskim, a jakiekolwiek zmiany wprowadzane w jego ramach były możliwe tylko za jego zgodą. Podobnie taką akceptację należało uzyskać na każde zwiększenie zatrudnienia, zakazano również zaciągania przez poszczególne ministerstwa zobowiązań pieniężnych, a także samowolnego dysponowania przez ministrów dochodami wpływającymi do ich resortu. Ponadto każdy projekt ustawy o treści ekonomicznej musiał uzyskać zgodę ministra skarbu, zanim został przedstawiony Radzie Ministrów. Zasady te zostały wdrożone. 3 października 1919 r. Biliński przedstawił izbie swoją wizję relacji między ministrem skarbu a parlamentem, proponując, by sejm, wzorując się na najlepszych tradycjach europejskich, zgodził się z tym, że to minister skarbu powinien mieć inicjatywę w kwestiach budżetowych, a parlament może jedynie kontrolować jego aktywność w tym względzie, przyjmując zaś ustawy związane ze skarbowością, zawsze musi konsultować je z ministrem skarbu.
Drugim filarem planu Bilińskiego było utworzenie we współpracy z często zastępującym premiera Paderewskiego ministrem spraw wewnętrznych Stanisławem Wojciechowskim Komitetu Ekonomicznego Ministrów. Propozycję powołania takiego gremium Biliński zgłosił już 1 sierpnia w trakcie pierwszego posiedzenia rządu, w którym uczestniczył. Do komitetu mieli wejść ministrowie związani z kwestiami gospodarczymi, czyli szefowie resortów skarbu, rolnictwa, przemysłu i handlu, poczt, kolei oraz aprowizacji, a celem odbywanych raz na tydzień zebrań miało być ujednolicenie gospodarki państwowej w oparciu o porozumienie wszystkich ministrów z ministrem skarbu. Zaproponował także rezygnację ze zgłaszania opracowywanego w resorcie preliminarza budżetowego na drugie półrocze 1919 r. i przygotowanie projektu budżetu państwa na okres dziewięciu miesięcy, czyli od lipca 1919 r. do marca 1920 r. Argumentował to zarówno zachodzącymi w kraju zmianami gospodarczymi i finansowymi, jak i dążeniem do przejścia na wzorowany na brytyjskim układ roku budżetowego obejmujący okres od 1 kwietnia do 31 marca roku następnego. W toku przygotowywania projektu minister popadł w konflikt z częścią kolegów z rządu, zwłaszcza z ministrem wyznań religijnych i oświecenia publicznego Janem Łukasiewiczem.
Na początku sierpnia 1919 r. Biliński zapowiadał, że oprócz wysokich dochodów z podatków bezpośrednich warunkiem osiągnięcia sanacji finansów musi być wprowadzenie „twardych monopolów”, czyli oddanie zarządu wszystkimi artykułami monopolowymi, przede wszystkim naftą i solą, ministerstwu skarbu. Równocześnie wyraził poparcie dla dwóch wielkich, niezwykle dochodowych i wywodzących się z tradycji zaborczych monopoli fiskalnych – spirytusowego (zabór rosyjski) i tytoniowego (austriacki). Minister aby zahamować inflację rozwiązanie widział w ścisłej, drakońskiej kontroli dewiz i wywozu kruszcu z kraju. W październiku 1919 r. utworzył Centralę Dewiz, która uzyskała bardzo szerokie uprawnienia w sprawach walutowych. Centrala, wzorowana na wojennych rozwiązaniach niemieckich, ustalała zaniżone kursy walut, czego skutkiem stał się rozwój czarnego rynku i alternatywnego do oficjalnego kursu waluty. Czarnorynkowy kurs walut obcych był średnio o 30% wyższy od oficjalnego. 9 grudnia 1919 r. podał się do dymisji, lecz do 13 grudnia kierował ministerstwem. Po dymisji Bilińskiego przyjęto jego dwa projekty odnośnie podatku spadkowego oraz dochodowego.
W ostatnich latach życia prowadził działania na rzecz nawiązania stosunków ekonomicznych polsko-austriackich, m.in. będąc prezydentem nowo utworzonego Banku Polsko-Austriackiego (Polnisch-Österreichische Bank), z siedzibą w Wiedniu.
Jako polityk reprezentował poglądy konserwatywne; z życzliwością początkowo interesował się socjalizmem, ale w późniejszym okresie występował zdecydowanie przeciwko ekonomii socjalistycznej.
W pracy naukowej zajmował się polityką ekonomiczną państwa, polityką społeczną, finansami i polityką agrarną. Przedstawił naukowe uzasadnienie prawa państwa do kierowania sprawami ekonomicznymi kraju; za obowiązek państwa uznał również poprawę warunków życia i pracy robotników. Obroty zagraniczne złotem w systemie walutowym Austro-Węgier zastąpił obiegiem waluty pozłacanej.
W 1876 został członkiem czynnym Akademii Umiejętności; należał także m.in. do Towarzystwa Naukowego we Lwowie, Komitetu Galicyjskiego Towarzystwa Gospodarskiego. Był też prezesem Towarzystwa Tatrzańskiego (1899–1901).

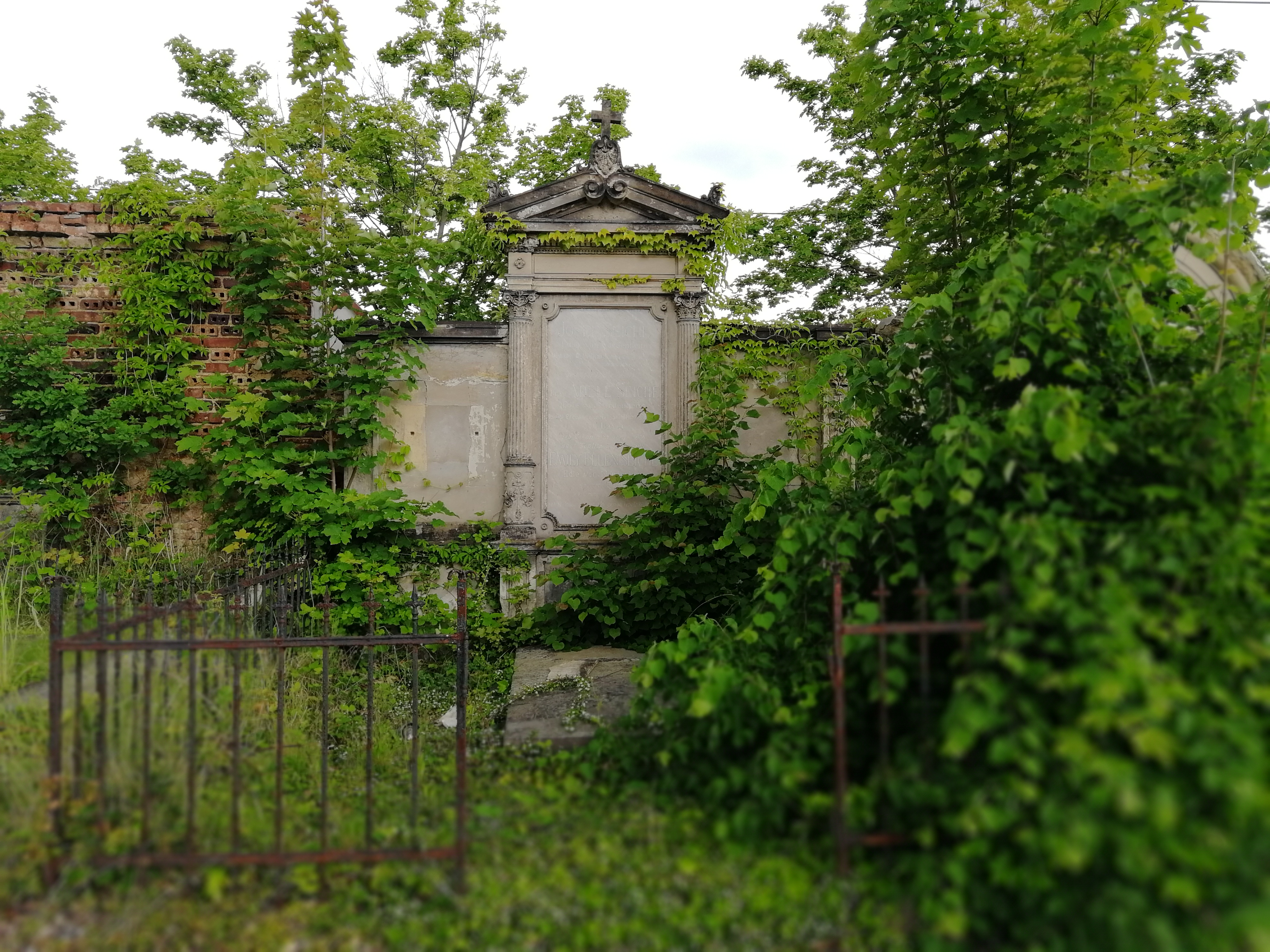
Grób Leona Bilińskiego w Cieplicach przed renowacją

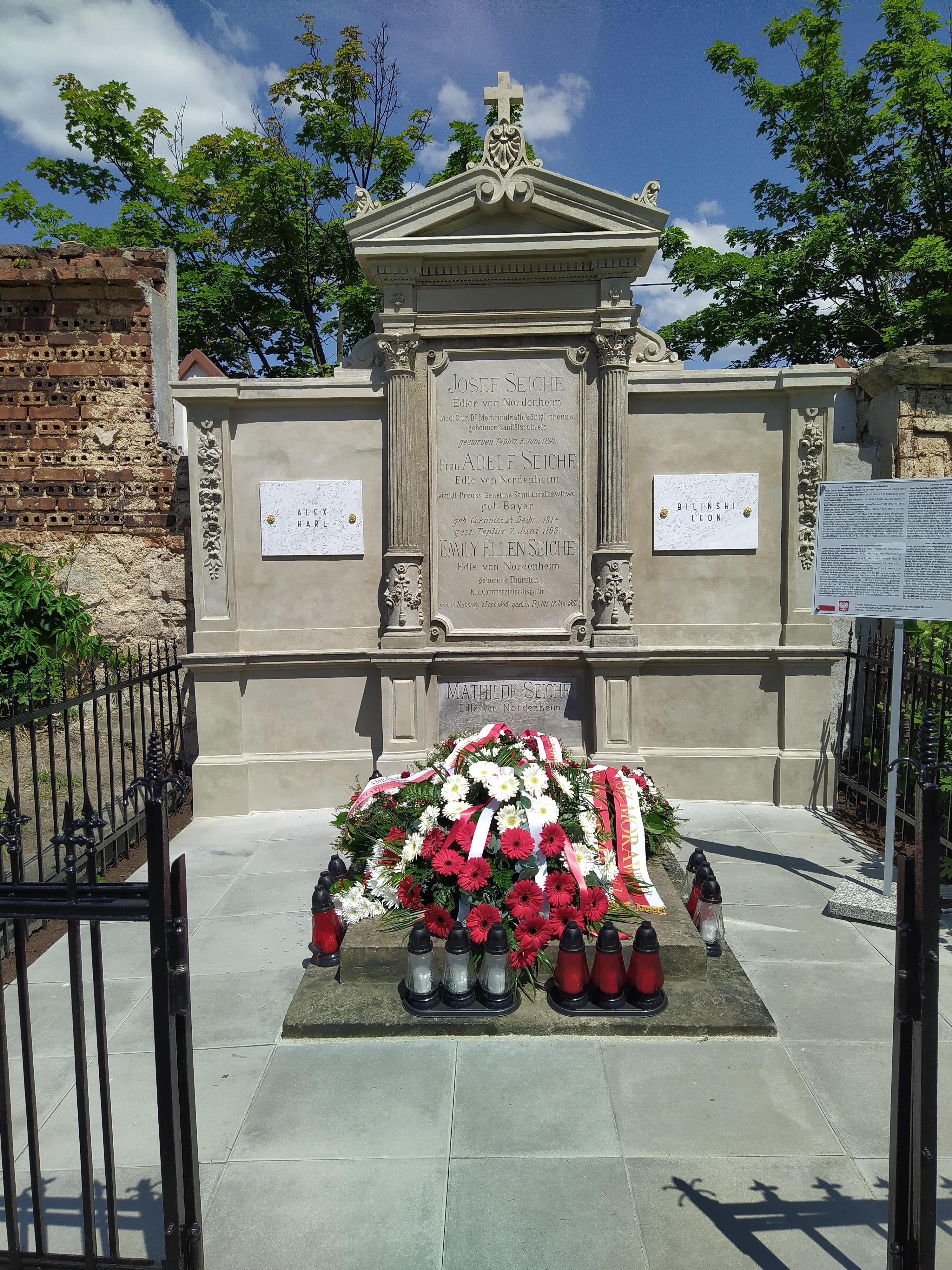
Grób Leona Bilińskiego w Cieplicach po renowacji (2023)

Leon Biliński zmarł w Wiedniu. Został pochowany na cmentarzu w Cieplicach, w rodzinnym grobowcu, gdzie od 1920 r. spoczywa jego żona.
W 2022 r. przeprowadzono renowację grobu Leona Bilińskiego. Całe przedsięwzięcie zostało sfinansowana ze środków Kancelarii Prezesa Rady Ministrów we współpracy z fundacją „Pomoc Polakom na Wschodzie”. Odnowiony grobowiec został osłonięty w 100 rocznicę śmierci 12 czerwca 2023 roku. 

## Życie prywatne
W 1871 r. poślubił Józefę Seiche.

## Publikacje
Ogłosił szereg prac naukowych, m.in.:
- Studya nad podatkiem dochodowym (1870)[12][13]
- Wzajemne czy akcyjne towarzystwa ubezpieczeń (1870)
- Procent a czynsz (1872)
- Wykład ekonomii społecznej (1873–1874, dwa tomy)[14][15]
- Ekonomija społeczna – jej rozwój (1874)
- O pracy kobiet ze stanowiska ekonomicznego (1874)[16]
- O przesileniach giełdowych (1874)
- Podatek skarbowy (1875)
- Taryfa kolejowa (1875)
- System nauki skarbowej (1876)
- O istocie, rozwoju i obecnym stanie socjalizmu (1883)[17]

Po śmierci wydano jego Wspomnienia i dokumenty. T. 1–2. Warszawa 1924–1925. W 2004 wydano je po bośniacku.

## Odznaczenia i wyróżnienia
- Krzyż Komandorski z Gwiazdą Orderu Odrodzenia Polski (2 maja 1923)[20][21]
- Wielka Wstęga w brylantach Orderu Leopolda
- Komandor Orderu Franciszka Józefa (1887, Austria)[22]
- Wielka Wstęga Orderu Korony Żelaznej
- Odznaka Honorowa Czerwonego Krzyża I Klasy z dekoracją wojenną wraz z uwolnieniem od taksy (1916, Austria)[23]
- Honorowe obywatelstwo miasta Rzeszowa (1912)